# Elisabeth Veiga
Elisabeth de Mello Veiga da Silva, mais conhecida como Elisabeth Veiga, (Rio de Janeiro, 30 de julho de 1941 - Rio de Janeiro, 2 de agosto de 2018) foi uma poeta brasileira.

## Obras publicadas
- Gosto de Fábula (1972)
- A paixão em claro (1992)
- Sonata para pandemônio (2002)
- A estalagem do som (2007)

## Antologias em que participou
- A novíssima poesia brasileira (1965). Organizada por Walmir Ayala.
- Poetas Novos do Brasil (1969). Organizada por Walmir Ayala.
- Correspondencia celeste. Nueva poesía brasileña (1960-2000). Introducción, traducción y notas de Adolfo Montejo Navas.  Madrid: Árdora Ediciones, 2001
- Pontes/Puentes (2003)
- Retendre la corde vocale: anthologie de poésie brésilienne vivante (2016). Organizada por Patrick Quillier

## Outras participações
Há um raro registro filmográfico de Elisabeth Veiga em Tudo é exílio, um documentário com um raro depoimento do poeta Dante Milano (1899 – 1991) ao amigo e poeta Ivan Junqueira (1934 – 2014), no qual o primeiro relembra o ambiente literário do país a partir da década de 1920 e o movimento modernista no Rio de Janeiro. Entrecortando o depoimento, um grupo de poetas lê poemas de Dante Milano. São eles: Tite de Lemos, Leonardo Fróes, Elisabeth Veiga (aos 12 minutos e 48 segundos), Paula Gaetán, Ivan Junqueira, Carlos Augusto Correa, além da  participação especial do ator Cacá Carvalho. As gravações foram realizadas na casa de Dante Milano, em Petrópolis, em outubro de 1987,  e no Teatro Cacilda Becker, no Rio de Janeiro, em fevereiro de 1988. Edição final em maio de 1989, por ocasião dos 90 anos de Dante Milano.

## Sobre a obra de Elisabeth Veiga
A partir de seu livro de estreia, Gosto de Fábula (1972), em que o burlesco é solene e seu fabulário pessoal se vê muitas vezes atravessado por um profundo veio filosófico, Elisabeth domina o barroquismo do seu imaginário com um fazer preciso do verso e um obstinado rigor na linguagem que inventa. Heloisa Buarque de Hollanda considera que o seu segundo livro (A paixão em claro, 1992), "consolida o seu lugar na primeira linha da poesia brasileira contemporânea." Seguiu-se a este Sonata para pandemônio (2002) em que a poeta apura ainda mais as qualidades apontadas em seus livros anteriores. Em A estalagem do som (2007), que reúne poemas de 2004 a 2006, Elisabeth acrescenta às suas dicções anteriores uma maior preocupação metafísica, na qual se renova sua arte poética. Para Ivan Junqueira, em seu livro Ensaios escolhidos (Edições Girafa, 2005), Elisabeth Veiga é uma poeta de altíssimo nível, dedicada a extrair poesia das coisas mínimas, amiúde humilíssimas, como antigos objetos domésticos. Para o crítico, o trabalho nesse primeiro livro surpreende pela "precisão aforismática e a pertinência conceitual com que a autora visualiza ou define, um pouco à maneira de Francis Ponge, cada exígua partícula desse microcosmo doméstico." Para Sebastião Uchoa Leita, em texto introdutório aos poemas de Elisabeth Veiga na antologia Poetas Novos do Brasil, a obra de Elisabeth rejeita o lirismo puro e simples de feição sentimental e  apresenta uma feição neobarroca.